# 105 TCN
Năm 105 TCN là một năm trong lịch Julius. 